# Achtel
Achtel – dawna jednostka miary objętości, rzadziej długości, zazwyczaj 1/8 miary większej.
W Polsce w XVI-XVII w. stosowany na ogół jako miara objętości piwa.
Achtel krakowski stanowił 1/2 beczki i zawierał 62 garnce, co odpowiadało ok. 134–140 l.
W 1565 wprowadzono nowy achtel, który odpowiadał 72 garncom (ok. 155–163 l), a równocześnie oznaczał 1/8 beczki, czyli 1/2 antała, zwanym inaczej antałkiem, mierzącemu 9 garncom (ok. 19–21 l).
Achtel lwowski w XVII w. zawierał 36 garnców.
W zaborze pruskim  achtel do płynów stanowił 1/60 oksefta (3,745 l)
W zaborze austriackim achtel był stosowany jako górnicza miara długości i odpowiadał 0,2615 m, zaś jako miara objętości ciał sypkich odpowiadał 7,6875 l.